# タフマースブ1世
タフマースブ1世（Tahmasb I, ペルシア語: شاه تهماسب یکم, 
1514年3月3日 - 1576年5月14日）は、サファヴィー朝の第2代シャー（在位：1524年 - 1576年）。初代シャー・イスマーイール1世の息子で、即位直後と治世前期の内憂外患に苦しめられたが、多くの時間を費やして困難を切り抜け、サファヴィー朝の基盤を固めた。

## 生涯
1514年3月3日に誕生したが、5ヵ月後の8月23日に父とオスマン帝国スルタン・セリム1世がチャルディラーンの戦いで交戦、大敗した父はそれまでの勢いを失い、配下のクズルバシュ（キジルバーシュ）への統制力が低下した。1524年、父の死により10歳でシャーの座に就いたが、当初は幼少であったため帝国に支配をいきわたらせることが出来ず、クズルバシュの暴動が発生、東からウズベク人王朝のシャイバーニー朝がイラン北東のホラーサーンへ侵攻して来たため、しばらく内紛を後回しにしてホラーサーンの防衛に集中した。やがて成人すると1533年にクズルバシュ筆頭格のフサイン・ハーン・シャムールーを処刑、クズルバシュを統率することに成功した。
クズルバシュを抑えるため軍事・行政の整備に取り組み、宰相を任命して地方総督のクズルバシュ監視役に置き、クズルバシュを互いに牽制させ突出した勢力の台頭を防いだ。また、弟のバフラム・ミールザーを軍司令官に任じると共にクズルバシュ依存の軍事を改め、クズルバシュから人材を登用して親衛隊（コルチ）に任命、奴隷も軍人に引き立て（グラーム）、2つのルートから直轄軍を作り上げた。ただし、依然としてクズルバシュが必要であるため完全排除には至らず、クズルバシュも軍事力として保持するため牽制に止めている。
タフマースブ1世の治世はオスマン帝国とシャイバーニー朝との抗争に明け暮れた。オスマン帝国とはアナトリア半島にシーア派が潜伏していたことから関係は良くなかったが、戦争はオスマン帝国とサファヴィー朝の中間地点の領域・クルディスタンで起こり、この地方に根付く中小領主は自立しながら両国の間で従属と離反を繰り返していた。
同年からセリム1世の息子スレイマン1世が遠征を開始、首都タブリーズを落とされ逃亡、翌1534年にバグダードを奪われたのをはじめ、現在のアゼルバイジャンとイラクに当たる地方がオスマン帝国の領土となった。だが、ゲリラと焦土戦術を駆使してオスマン帝国軍をそれ以上近寄らせず、1548年の再度の遠征と1553年から1554年にかけて行われた3度目の遠征でも逃亡しながらゲリラと焦土戦術でオスマン帝国軍を苦しめ、1555年にオスマン帝国との間にアマスィヤ条約が結ばれた。オスマン帝国はイラク領有を確定させた一方、サファヴィー朝はタブリーズを保持して面目を保った。以後オスマン帝国との間は20年以上平和が続き、タフマースブ1世もオスマン帝国との平和関係を保ち刺激しないように努め、1560年にスレイマン1世の息子バヤズィトが亡命した時はスレイマン1世へ引き渡し、オスマン帝国の脅威にさらされているヨーロッパから同盟を持ちかけられても拒絶している。
遠征の間に勢力拡大と対策に腐心してタブリーズから南東500kmのガズヴィーンへ遷都（時期は諸説あり定かでない）、1540年から1554年にかけて北西のグルジア遠征を4度敢行、金銀と多数の捕虜を獲得した。グルジア人、アルメニア人、チュルケス人で構成された捕虜は奴隷としてグラーム拡充に回されただけでなく、官僚としてサファヴィー朝に引き立てられることもあり、中央集権に役立つ人材としてタフマースブ1世の頃から台頭していった。ガズヴィーン遷都もタブリーズがオスマン帝国の前線に近過ぎる危機感から行った事業だが、ホラーサーンとアゼルバイジャンの中間でもあるため、サファヴィー朝がイラン高原中心で支配を固めるきっかけともなった。
1543年に内紛で亡命したムガル帝国のフマーユーンを保護、スンナ派からシーア派への改宗と引き換えに都市カンダハールと軍事援助を与えた結果、ムガル帝国に対するサファヴィー朝の影響力が強まった。しかしフマーユーンは改宗せず、アクバルが後を継ぐとカンダハールを奪い、ムスリム5王国と外交を結んだため関係は悪化した。それでも1555年以後は平和で戦争は起こらず、シャイバーニー朝もホラーサーンへの攻撃を控えた。
芸術の保護にも熱心で、かつてティムール朝のフサイン・バイカラに庇護されていたビフザードを召抱え、258点の挿絵を収録した画集『シャー・ナーメ』と14点の挿絵画集である5部作『ハムサ』を製作させ絵画の発展に尽くした。しかし、治世後半になるとガズヴィーンの王宮に閉じ籠り蓄財と宗教政策に熱中するようになり、芸術や世事から目を背け、正統派の十二イマーム派に傾倒するあまり異端弾圧を繰り返し、1568年から1570年、1571年から1573年に発生した暴動の鎮圧活動も遅く無駄に時間を費やした。更にハレムに入った次女のパーリー・ハーン・ハーヌムを始め親族やグルジア人女性の政治介入も招き、後継者を指名しなかったことも混乱に拍車をかけ、クズルバシュ・グラーム・ハーヌムらはタフマースブ1世の息子達を擁立して次期政権の座を狙っていた。
不穏な情勢の中、1576年5月14日に62歳で亡くなり、ホラーサーンの都市マシュハドへ埋葬された（後にエスファハーンへ改葬）。52年間の長期間にわたって在位した後は自らの妻によって毒殺されたというが、浴場で両脚に塗布された脱毛剤のため負った重度の火傷が死因ともされている。直後に3男ハイダルが政権奪取を図ったが、ハーヌムに騙されて処刑され、次男のイスマーイール2世がシャーとしてハーヌムに擁立された。翌1577年にイスマーイール2世が急死、長男のムハンマド・ホダーバンデが即位したが傀儡で、ハーヌムも政争に敗れ処刑され内乱が本格化、クズルバシュの反乱と1578年のオスマン帝国遠征によるアゼルバイジャン占拠で（オスマン・サファヴィー戦争）、サファヴィー朝は分裂の危機を迎え、孫のアッバース1世が鎮めるまで内乱は続いた。
タフマースブ1世は中央集権化を図り諸政策を実行、治世前半はイラク占拠という痛手は負いながらも平和を取り戻したが、後継者問題ではっきりしなかったため内乱を招き、クズルバシュも再び反抗的になり危機の時代を到来させた。結局改革の殆どは中断されたが、後にアッバース1世はタフマースブ1世と同じく中央集権化のため軍事力強化と行政整備を徹底させ、オスマン帝国とシャイバーニー朝を跳ね除けてサファヴィー朝の最盛期を作り上げた。

## 家族

### 父母
- イスマーイール1世
- タージルー・ハーヌム（ペルシア語版）

### 妃
- スルターナム・ベーグム（ペルシア語版、英語版）

ほか

### 息子
- ムハンマド・ホダーバンデ
- イスマーイール2世
- ハイダル（ペルシア語版、英語版）

ほか10人

### 娘
- ガウハルスルターン・ベーグム（ペルシア語版）
- パーリー・ハーン・ハーヌム（ペルシア語版、英語版）
- ハディージャ・ベーグム
- マリヤム・ベーグム（ペルシア語版、英語版）
- ザイナブ・ベーグム（ペルシア語版）

ほか9人

### 著名な孫
- アッバース1世 - ムハンマド・ホダーバンデの子で、サファヴィー朝の最盛期を築いたシャー